# Kunoy bygd
Kunoy bygd ligger på vestkysten af den færøske ø Kunoy.
Fra Borðoy er der en dæmning over til Kunoy og en tunnel til bygden. Før tunnellen blev bygget var postbåden fra Klaksvík den eneste forbindelse til omverdenen. Selvom øen Kunoy er 14 km. lang, er kun en mulighed for permanent bebyggelse på vestsiden af øen. Bygden ligger landsbyen fjldene under Skarðdalur og Lítladalur. Over dalene ligger Lítlafjall og Kúvingafjall mod nord og Urðafjall mod syd. 
I en dalsænkning over bygden ligger der en naturskøn plantage med stier og en stor klatresten.
Mod nord går der en svært tilgængelig vardesti til den forladte bygd Skarð.
. 
Der er bygget en del nye huse og de fleste af indbyggerne har arbejde i Klaksvík.

## Historie
Der er ikke foretaget arkæologiske undersøgelser i Kunoy, som kan sige noget om bygdens alder, men det kan antages, at den er bygget i Landnamstiden. 
Bygden Kunoy er første gang nævnt i Hundebrevet.
Folketællingen fra 1801 viser, at der boede 13 familier i bygden Kunoy, med i alt 64 personer. 

Kunoy var en nýggjársbygd (nytårsbygd). Folk fra nabobygderne kom her for danse nytårsaften.[kilde mangler]
Ved elven, der går igennem bygden står der en velholdt lille vandmølle, som stadig kan male korn.

## Kirken
Kunoyar kirkja fra 1867 ligger på en klippeafsats mod Kalsoyarfjørður. Den afløste en tidligere kirke af den kendte færøske type med græstag. Koret og midtergangen havde trægulv, mens resten af gulvet var af trampet jord. Den  er er bygget af bræddeklædt tømmer på en sokkel af sten. Taget er rødt bølgeblik. På hver side har kirken grønmalede vinduer. Indgangsdøren sidder på vestgavlen, der vender ud mod sundet. Det meste af inventaret stammer fra kirkens opførelse. Altertavlen forestiller "den korsfæstede". Kirkesølvet fra 1830'erne er overført fra den tidligere kirke. I tårnet hænger en klokke omstøbt fra den tidligere kirke. 

## Plantagen
1914 plantede man syd for Kunoy bygd en plantage med 17.000 m², men i dag er kun ca. 7.800 m² dækket af træer, og lunden er derved den mindste plantage på øerne. Specielt ved plantagen er, at den er plantet omkring et kæmpestort klippestykke, som i tidernes morgen er flyttet dertil af istidens gletsjere. Plantagen er overvejende beplantet med skovfyr (Pinus sylvestris). Plantagen har gode vandrestier.

## Galleri
- Kunoy
- Sommer
- Landingspladsen
- Kunoy Plantage
- Kunoy Plantage